# 장덕수 피살 사건
장덕수 피살 사건(張德秀被殺事件)은 당시 한국민주당 정치부장이던 장덕수가 1947년 12월 2일 서울특별시 동대문구 제기동에 위치한 자택인 청설장에서 박광옥, 배희범 등 한국독립당 소속 독립운동가들에게 총격을 받고 암살된 사건이다. 한국민주당은 이 사건 직후 한국독립당 및 대한민국 임시 정부 출신 인사들을 더욱 더 적대하게 되었으며, 광복 직후부터 당론으로 내세우던 임정봉대론도 즉각 철회하였다.

## 배경 및 경과

### 당시 사회상
1947년 5월 21일, 제2차 미소공동위원회가 개최되었다. 미소공위 참가여부 문제를 놓고 우익진영이 분열되었다. 5월 30일, 이승만은 미소공위 참가여부 문제로 방문한 한국민주당 장덕수에게 참가보류를 강경히 주장하였다. 6월 4일, 반탁진영 대표자대회가 열렸는데 참가 불참 여론이 반반으로 갈렸다. 이때 미소공위 참가를 주장한 단체와 대표는 한국민주당 장덕수, 대한노총의 전진한, 청년총동맹의 유진산, 전청(全靑)의 이성수(李成株), 전여총맹(全女總盟)의 황애덕(黃愛德),독촉부인회의 박승호(朴承浩), 천도교보국당의 이진해(李鎭海), 기미독립(己未獨立)의 류홍, 유도회(儒道會)의 이재억(李載億), 황해회(黃海會)의 함석훈(咸錫勳)이었다.
이승만은 '공위 참가할 사람은 5호 성명에 서명하기로 되었은즉, 회의에 참가해서 신탁을 반대할 수 있다는 말은 우리로서는 해석키 곤란하다. (중략) (5호 성명에) 서명해서 (신탁통치를) 지지하기로 속이고 들어가서 반대하겠다는 것은 자기의 신의를 무시하는 자이니... (후략)'라며 한국민주당을 비판하였다. 6월 10일, 한국민주당은 재차 미소공위 참가를 선언하며 우익진영의 미소공위 참가를 종용하였다. 6월 20일, 한국민주당은 우익진영의 미소공위 참가를 종용하기 위해 대한민국 임시 정부의 권위를 앞세운 임정수립대책협의회를 구성하였다. 한국독립당 등 임시정부 측은 임대협에 참여를 거부하였다. 그러자 6월 22일 미소공위 참가여부 문제로 한국독립당 내에 이견이 생겨 3당으로 분열되었다. 즉 한국독립당이 미소공위에 불참한다고 하자, 이에 반발한 안재홍·박용희(朴容羲) 등 혁신파는 신한국민당을, 권태석 등 민주파는 민주한독당을 각각 분리 결성하고 임정수립대책협의회에 합류했다. 이렇게 우익진영은 미소공위 참가여부 문제로 임대협 가입단체, 이승만·김구 계열, 유림 계열의 3파로 분립하였다.

### 경과
1947년 12월 2일 저녁 6시 50분경 장덕수가 자택인 청설장(聽雪莊)을 방문한 박광옥(朴光玉), 배희범(裵熙範)의 총격을 받고 병원으로 이송되었으나 과다출혈로 사망하였다.
1947년 12월 4일 미군정 경찰은 박광옥, 배희범을 체포하였다.
1947년 12월 23일 국민의회는 장덕수 피살 사건과 관련하여 애국자들이 검거되고 있는 것에 대해 유감을 표시하였다.
1948년 1월 16일 수도청장 장택상은 장덕수 살해 혐의로 한독당 중앙위원 김석황을 체포하였다.
박광옥은 종로경찰서의 경사로 근무하는 경찰관이었다. 배희범은 연대상과 2년생으로 초등학교 교사였다. 김석황은 한독당 중앙위원이자 국민의회 정무위원 겸 동원부장이자 대한보국의용단(대한독립의용단) 단장이자 임시 정부에 관여한 인물이었다. 또한 이들은 모두 한국독립당 소속이었다.
1948년 1월 21일 한국민주당은 임정수립대책협의회를 한국독립정부수립대책협의회로 개칭, 자신들의 당론이던 임정봉대론을 철회하고 사실상 임시정부 측과의 결별을 선언하였다.
1948년 2월 26일 군정장관 윌리엄 F. 딘은 김석황, 조상항(趙尙恒), 신일준(辛一俊), 손정수(孫禎洙), 김중목(金重穆), 최중하(崔重夏), 박광옥, 배희범, 조엽(趙燁), 박정덕(朴鼎悳)이 장덕수 피살 사건의 범인이라고 발표하였다.
1948년 3월 2일 장덕수 피살 사건 제1회 공개재판에서 미군 검찰은 권총·사진 등과 함께 김구가 관련되어 있다는 내용의 '피고인 진술서'를 증거로 제출 하였다. 김구가 장덕수 암살사건의 배후 혐의로 미군정의 재판을 받게 되자, 건국실천원양성소 소원 50여 명은 혈서를 써서 군정청에 항의하였다.
1948년 3월 8일 미국 군율재판 위원회는 북미합중국대통령 트루만의 명의로 1948년 3월 12일 오전 9시에 출정하라는 소환장을 김구에게 발부 하였다. 같은 날인 3월 8일 이승만은 김구의 장덕수 피살 사건 관련설을 믿을 수 없다고 일축하였다. "김 주석 부하에 몇 사람의 무지망동한 범죄로 김 주석에게 누가 미치게 한 것은 참으로 통탄할 일이다."
1948년 3월 12일 미군 군사법정에 증인심문을 받았다. 김구를 심문한 미군정청 군법무관들은 대위, 소령, 중령급이었다. "(問) 선생의 제자격인 피고인들이 진술한 것마다 왜 한결같이 선생과 관련한 내용으로 부합 일치될까요? (答) 알 수 없지요. 그러니까 모략이라 생각됩니다." "(問) 누구의 모략이란 말이요? (答) 그것을 이루 다 말하자면 모단체나 개인에 관한 것이 나오겠지만 어쨌든 나는 왜놈 이외에는 죽일 리가 없다."
1948년 3월 15일, 오전 공판에서 김구의 증인 신문 때 법무장교와 김구 사이에 격렬한 논쟁이 벌어지자, 암살범인 박광옥은 피고석에서 김구 선생을 모욕한다고 고함을 지르며 혁대를 풀어들고 횡포를 벌여 미군 헌병의 제지를 받기도 했다. 미군정 라만 검사의 "애국자로서의 선생은 장덕수씨를 애국자로 생각했오?"라는 질문에 김구는 마지 못해 "張 개인에 대해서 깊이 연구한 적은 없지만 환국이래 나와 같이 일한 사람이면 모두 애국자로 보니까 장씨도 애국자로 봤겠지요"라고 답했다. 김구에 대한 증인 심문이 끝나고 오후 공판에서 배희범은 "정권을 잡기 위하여 신탁을 시인하는 미소공위에 참가한 것", "해방전 공산당은 민족주의자들로 조직되었는데 장덕수는 그때 공산당의 이론분자였다"는 것, "일본헌병대의 촉탁 국민총연맹의 고문으로 학생들을 격려하여 학병을 장려하는 등 친일적 행동을 한 것" 때문에 장덕수를 암살했다고 증언하였다.
1948년 3월 17일 제11회 공판 내용에 따르면 박광옥, 배희범 등 용의자들은 장덕수 등 요인 암살을 목적으로 1947년 8월 한양의원에서 대한혁명단을 조직하였다. 최중하의 진술에 따르면 원래 안재홍·배은희·장덕수를 암살하려 했으나 "안재홍씨는 찬탁을 부르짖은 죄는 크나 그후 남북통일을 제창하게 되었으므로 용서하였고 배은희는 그 정치적 실력이 크지 못하므로 제거하지 않아도 좋을 것으로 결정되어 오직 장덕수 1인을 죽이기로 된 것"이었다고 하였다.
1948년 4월 1일 제21회(최종) 공판에서 김석황, 趙尙恒, 辛日俊, 孫禎洙, 金重穆, 崔重夏, 박광옥, 배희범 등 8명에게 교수형이 선고됐고, 趙燁, 朴鼎悳 등 2명에게 징역 10년이 선고되었다.
1948년 4월 22일 존 하지는 군사위원회의 판결을 검토 후 중앙청공보부를 통하여 다음과 같은 최후적 조치를 발표하였다. "1) 박광옥 및 배희범의 사형은 승인하나 그 집행은 추후 재심할 시까지 보류함. 2) 김석황·申一俊·金重穆·崔重夏의 사형은 종신형으로 감형함. 3) 趙尙恒 및 孫禎秀의 사형은 10년형으로 감형함. 4) 趙燁 및 朴鼎悳의 10년형은 5년형으로 감형함."

### 사후
종신형으로 수감 중이던 김석황은 6.25 전쟁 발발 직후인 1950년 6월 30일 북한군에게 살해되었다.

## 기타 일화
허정은 조소앙을 찾아가 '왜 설산을 죽였소'라고 항의하였고, 조소앙은 너털웃음을 짓고 직접적인 답변을 회피하였다. 한민당에서는 장덕수 암살범을 한독당 내지는 김구로 봤다. 장덕수가 암살당하자 허정은 조소앙을 찾아가서 "왜 설산을 죽였소"라며 따졌다. 허정은 격렬하게 항의하였지만 조소앙은 너털웃음을 터뜨리며 말을 피했다. 허정은 "너털웃음으로 숨길 수 있을 줄 아시오? 끝내 속이지는 못합니다."라고 외치고는 뛰쳐나왔다.
장덕수가 암살되자 장택상은 김구를 체포하려 했다. 장택상에 의하면 '설산 장덕수 암살 사건이 일어났을 때의 일이다. 수사가 진전됨에 따라 암살의 배후에 김구 씨가 직접 관련된 것은 아니지만, 적어도 백범의 지지파 내지는임정측이 관련된 혐의가 있다는 것이 포착되었다. 그러므로 나는 경교장에 대한 수색 영장을 내려고 하였다.'고 했다.
미군정이 수사하여 밝힌 사실에 의하면 암살 명단에는 고하 송진우를 비롯하여 장덕수는 물론 낭산 김준연(金俊淵), 윤치영 등 포함하여 27명이 있었다고 하였다. 이들은 대부분 한민당이거나 그와 관련이 깊은 인사들이었으며 이 소식을 들은 이승만은 그럼에도 만약 김구를 체포한다면 거족적으로 군정에 대항하겠다고 하지에게 선언했다. 이 일로 한민당은 김구를 두둔하는 이승만에게도 석연찮은 눈으로 보게되었다.
장택상은 여차하면 김구의 소환까지도 검토하고 있었다. 이를 눈치챈 하지 중장이 이를 저지시키고 말았다. 장택상에 의하면 '그리고 이 사건을 군정 재판에 넘기고 말아서 우리 군정청 경찰은 끝내 손을 못 대고 말았다. 평소 모든 사건을 매서웁게 처리하는 나의 성질을 잘 알고 있던 하지 중장은 혹 김구 씨에게 무슨 화가 가지 않을까 염려가 된 나머지 이와 같은 조처를 취하였던 것이다.'라고 했다.

## 같이 보기
- 장덕수
- 김석황
- 김구
- 한국민주당
- 한국독립당
- 송진우 피살 사건

## 참고 문헌
- 브루스 커밍스, 《일월총서 71 한국전쟁의 기원》(브루스 커밍스, 김자동옮김, 최옥자펴냄, 일월서각, 1986) 2001년판
- 강준만, 《한국현대사산책:1940년대편 1》 (인물과 사상사, 2006)
- 이경남, 《설산 장덕수》 (동아일보사, 1986)
- 도진순, 《한국 민족주의와 남북관계: 이승만・김구시대의 정치사》 (서울대학교출판부, 1997)
- 서울대학교 한국교육사고, 《한국정당사/사찰요람》 (서울대학교 한국교육사고, 1994)